# Col Towne
Pour les articles homonymes, voir Towne.
 (octobre 2019).
Le col Towne (Towne Pass en anglais) est un col routier américain situé dans le comté d'Inyo, en Californie. Il s'élève à une altitude de 1 512 mètres au sein du chaînon Panamint, dans le parc national de la vallée de la Mort.